# 弗蘭克巴赫河
49°53′15″N 9°36′28″E / 49.887630°N 9.607834°E
弗蘭克巴赫河（德語：Fränkbach），是德國的河流，位於該國東南部，由巴伐利亞負責管轄，屬於卡爾巴赫河的右支流，河道全長3.5公里，流域面積4.7平方公里。